# Łódzki Zespół Oświaty Niezależnej
Łódzki Zespół Oświaty Niezależnej (ŁZON) – niezależna organizacja oświatowa, kulturalna i wydawnicza, działająca w Łodzi w latach 1986–1990.
Organizacja została utworzona w Łodzi w dniu 3 maja 1986 przez nauczycieli i działaczy oświatowych NSZZ „Solidarność”. Członkowie: Paweł Lipski, Izabela Wasiak, Walerian Wiśniewski, Irena Kucza-Kuczyńska, Halina Nicpan, Iwona Książek, Elżbieta Malińska.
Zespół związany był organizacyjnie, technicznie i personalnie ze strukturami związkowymi NSZZ „Solidarność” Ziemi Łódzkiej: Regionalną Komisją Wykonawczą, Międzyzakładowym Komitetem Organizacyjnym i Regionalną Komisją Organizacyjną.
Działalność ŁZON koncentrowała się na wydawaniu książek, broszur, czasopism. Organizacja nie posiadała własnej bazy poligraficznej, współpracowała z łódzką oficyną niezależną "Solidarność Walcząca", od 1988 funkcjonującą pod nazwą Wydawnictwo Społeczne "Fakt". ŁZON był wydawcą (lub zleceniodawcą) 26 druków zwartych. Wydawano dwie serie publikacji: 
- Biblioteczka Lektur Szkolnych,
- Biblioteczka Wiedzy Historycznej.

Popularyzowały one teksty literackie i historyczne nieobecne w obiegu oficjalnym, autorstwa: Czesława Miłosza, Josipa Brodskiego, Mariana Brandysa, Józefa Czapskiego, Henryka Grynberga, Artura Schroedera, Stefana Żeromskiego, Józefa Piłsudskiego, Marka Edelmana. ŁZON był wydawcą materiałów "Koniec polskiego państwa podziemnego" w ramach serii Zeszyty Edukacji Narodowej.  Wznowiono także książkę Edgara Vincenta d’Abernona – Osiemnasta decydująca bitwa w dziejach świata - pod Warszawą 1920 r. (Łódź, 1988). ŁZON wydał także dwa wybory tekstów Lektury naszych dziadków (Łódź, 1987) i Lektury naszych rodziców (Łódź, 1989), opracowane przez Izabelę Wasiak, pod pseudonimem Irena Wolska.
ŁZON był w latach 1986–1990 wydawcą miesięcznika "Oświata Niezależna" (początkowo pod tytułem "Oświata"), w którym zamieszczane były artykuły o sytuacji oświaty w Polsce, informacje o działalności opozycji, noty o publikacjach II obiegu. Podawany przez wydawców nakład 3000 – 4000 egzemplarzy był zawyżany.
ŁZON prowadził „Kino-Video” – projekcje filmów fabularnych niedostępnych w obiegu oficjalnym oraz filmów dokumentalnych (np. relację z wizyty Lecha Wałęsy, czy pielgrzymki Jana Pawła II w Łodzi).
ŁZON współpracował z łódzkimi oddziałami niezależnych organizacji młodzieżowych, m.in.: Federacji Młodzieży Walczącej (finansował wydawanie pisma  Agentura), Niezależnego Zrzeszenia Studentów (m.in. wydał dwa numery Zeszytów Samokształceniowych NZS), Związku Harcerstwa Rzeczypospolitej (m.in. sfinansował i wydał Bratnie Słowo oraz ulotki).
W ramach podpisanej w 1988 umowy o współpracy z francuskim związkiem zawodowym SGEN-CFDT odbyła się wakacyjna wymiana młodzieży polskiej i francuskiej.
Działalność ŁZON podlegała operacyjnemu rozpracowaniu przez służby bezpieczeństwa. W aktach Instytutu Pamięci Narodowej znajduje się analiza, w której czytamy: (…) na przełomie 1986/87 na terenie Łodzi powstała nielegalna organizacja o nazwie „Łódzki Zespół Oświaty Niezależnej”, wydająca bezdebit pt. „Oświata Niezależna”. W skład aktywu ŁZON wchodzą: Izabela Wasiak, Walerian Wiśniewski, Iwona Książek, Irena Kucza-Kuczyńska i Maria Świątczak. Osoby te stanowią zespół redakcyjny przygotowujący materiały do druku. Organizacja nie posiada własnej bazy poligraficznej i w związku z tym korzysta z „usług” podziemnych struktur byłej „Solidarności”. Ponadto z materiałów operacyjnych wynika, że ww. organizacja utrzymuje kontakty z podobnymi strukturami z terenu Warszawy, Wrocławia i Gdańska mające na celu zdobycie środków finansowych na dalszą działalność. Podejmowane są także próby ujednolicenia organizacyjnego i wydawanie pisma o zasięgu ogólnokrajowym. Wnioski płynące z raportu zalecają: działania operacyjne zmierzające do zabezpieczenia dowodów o działalności ŁZON, w tym ustalenie struktury organizacyjnej i statusu autorów tekstów, miejsce druku i kolportażu oraz sposobu finansowania – a ich efektem miało być skierowanie sprawy na drogę karną.
W listopadzie 1988 członkowie ŁZON (Irena Kucza-Kuczyńska, Halina Nicpan, Izabela Wasiak, Walerian Wiśniewski) utworzyli jawny (choć nielegalny) Komitet Organizacyjny Pracowników Oświaty i Wychowania NSZZ „Solidarność” Ziemi Łódzkiej.